# Graničar (roman)
Graničar je istorijsko-avanturistički roman koji je napisao Ognjen Krnjaja, izdat u ediciji Pegaz Književne omladine Srbije 2021. godine.

## Sinopsis
Proleće 1803. godine. Dok cela Evropa sa neizvesnošću čeka novi rat protiv Napoleonove Francuske, u Beogradskom pašaluku teror dahija i odmetnutih janjičara nad porobljenom rajom postaje neizdrživ. U isto vreme, duž Vojne granice u Sremu dolazi do serije ubistava bogatih trgovaca i razbojničkih napada na lađe koje Dunavom prenose robu u Osmansko carstvo.
Milan Felbaba, graničar Petrovaradinske regimente, vraća se u rodne Banovce iz rata nakon teškog ranjavanja i zatiče prazan dom. Pritisnut samačkim životom, izneverenim očekivanjima, nepravdom i teškim ratnim traumama, počinje da radi za bogatog mitrovačkog trgovca Dimitrija Puljevića i tako zarađuje za život.
Tokom svoje službe saznaje za lanac tajnog krijumčarenja oružja i baruta iz Austrije u Beogradski pašaluk i otkriva da se iza razbojničkih napada duž Vojne granice krije opasan plan koji ima za cilj prekid krijumčarenje oružja i likvidaciju ljudi zaduženih za pripremanje ustanka. U tim događajima deli sudbinu sa mnogim istaknutim ličnostima tog vremena, Petrom Ičkom, protom Matijom Nenadovićem, majorom Mitezerom, Dimitrijem Puljevićem i zemunskim trgovcima.
Od graničarskih šančeva na obali Dunava do pograničnog Zemuna, na mestu gde su se sudarale dve carevine i dve vere, spretnost i lukavstvo glavnog junaka stavljeni su na probu a on sam na velika iskušenja, dok se oko njega prepliću moćni interesi, zavera i izdaja.

## Likovi

### Fiktivni
- Milan Felbaba - graničar jedanaeste kompanije (čete) i jedan od najboljih oštrostrelaca (specijano obučeni i opremljeni strelci u graničarskim jedinicama, slični tadašnjim izviđačkim jedinicama lake pešadije u većini evropskih vojski i preteča današnjih snajperista) u celoj Petrovaradinskoj regimenti. Veteran austrijsko-turskog rata i francuskih revolucionarnih ratova. Posle ranjavanja u bici kod Hoenlindena, vraća se u rodne Banovce opterećen posledicama teških ratnih trauma. Potiče iz siromašne porodice, još u detinjstvu ostaje bez oca i posle smrti majke i udaje sestara ostaje sam u kući. Ćutljivi samac koji ne voli veliko društvo i galamu i najviše vremena provodi na bregu iznad Dunava pušeći lulu, posmatrajući prirodu i sećajući se neprežaljene mladalačke ljubavi. Zbog ranjavanja raspoređen u rezervu i privremeno oslobođen od aktivnih graničarskih dužnosti. Počinje da radi za bogatog trgovca Dimitrija Puljevića kako bi zaradio za život. Tokom svoje službe i izvršavanja dobijenog zadatka, slučajno otkriva zaveru i tajni plan za prekid krijumčarenja oružja iz Austrije u Beogradski pašaluk i likvidaciju ljudi zaduženih za pripremanje ustanka.
- Stevan Madžarević - graničar u šancu Banovci i jedan od dva najbolja Felbabina prijatelja. Posle smrti oca i pogibije braće u ratovima protiv Francuske ostaje jedina muška glava u kući. Krupan, prostodušan i dobroćudni graničar koji zbija šale i voli da pije rakiju dudinjaru.
- Sofronije Jekić - graničar u šancu Banovci i jedan od dva najbolja Felbabina prijatelja. Nižeg rasta, ali snažne građe, temperamentan i promućuran. Odlično rukuje nožem i jataganom. Na licu ima dugi ožiljak koji je zaradio tokom jednog noćnog okršaja sa Francuzima.
- Radovan Belobrk - haubtman (kapetan) i komandant jedanaeste kompanije Petrovaradniske regimente sa sedištem u Banovcima (u to doba jedanaesta kompanija je obuhvatala današnja naselja Stari i Novi Banovci, Banovci-Dunav, Belegiš i Surduk, a jedno vreme i Batajnicu).
- Juraj Lenard - lajtnant (poručnik) i komandant šanca Banovci. Mladi oficir koji se prihvatio vojničkog poziva da bi nastavio tradiciju svoje porodice ali je veoma nezadovoljan zbog svog vojnog rasporeda i bes iskaljuje na potčinjenim graničarima.
- Mileta Radosavljević - zemunski trgovac. Felbabin prijatelj i nekadašnji frajkor koji je u Zemun došao posle propasti Kočine krajine i koji je spreman da bezuslovno šalje pomoć u borbi protiv dahija. Učestvuje u krijumčarenju oružja.

### Istorijski
- Petar Ičko - bogati trgovac i diplomata. Nekadašnji tumač kod Hadži-Mustafa paše i njegov prijatelj. Konzul solunskih i zemunskih trgovaca u Beogradu. Posle dolaska dahija na vlast sklanja se u austrijski Zemun odakle je aktivno radio na rušenju dahija i pripemama za početak Prvog Srpskog ustanka.
- Lazar Dobrić (Laza Harambaša) - rodom iz Novih Karlovaca (Sasa) iz Srema. Jedan od najpoznatijih hajdučkih harambaša s početka XIX veka na području Srema i šire. U njegovoj družini su bili i Stanoje Glavaš, Hajduk Veljko Petrović i drugi. Njegova družina je u proleće 1803. godine zaista izvela seriju ubistava bogatih trgovaca duž Vojne granice i pljački lađa koje su prenosile robu do Zemuna. Tokom austrijskih potera sklanjao se na tursku teritoriju i Beograd koji je tada bio pod kontrolom Kučuk-Alije
- Dimitrije Puljević - bogati trgovac iz Sremske Mitrovice. Obogatio se kao jedan od glavnih liferanata austrijske vojske tokom francuskih revolucionarnih ratova. Tokom boravka u Šapcu za vreme Kočine krajine uspostavio je veze sa viđenijim srpskim knezovima i kasnije postao jedan od glavnih organizatora krjumčarenja baruta i olova preko Save i jedan od glavnih liferanata ustaničke vojske. Pred propast Prvog srpskog ustanka je bankrotirao i sa mnogobrojnom familijom se doselio u Stare Banovce.
- Miloš Urošević - bogati zemunski trgovac koji šalje barut i olovo u Beogradski pašaluk viđenijim srpskim knezovima i trvovcima. Karađorđe je krenuo u Prvi srpski ustanak upravo sa rogom baruta kupljenim od Miloša Uroševića.
- Major Mitezer - vojni komandant u Zemunu. Uoči ustanka održavao je veze sa knezom Aleksom Nenadovićem, Petrom Ičkom i drugim viđenijim Srbima. Bio je naklonjen srpskim ustanicima.
- Prota Matija Nenadović - sin kneza Alekse Nenadovića i sinovac Jakova Nenadovića. Jedan od glavnih organizatora Prvog srpskog ustanka u valjevskom kraju, ustanički vojvoda, diplomata i prvi predsednik Praviteljstvujuščeg Sovjeta. Uoči ustanka je dolazio do Zemuna poslom kod Ička I Mitezera

## Istorijska pozadina
Deo radnje u roman je čista fikcija a deo je zasnovan na istorijskim činjenicama. Tokom prikupljanja istorijske građe korišćene su knjige akademika i istoričara Slavka Gavrilovića, istoričara Dušana J. Popovića i istoričara Vladimira Ćorovića, zbornici radova i letopisi Matice srpske, knjige Milorada Babića o Starim Banovcima, Branka Najholda o Zemunu, monografije, naučni radovi, novinski članci i dr.
- Opis pograničnog šanca Banovci s početka XIX veka i svakodnevni život njegovih graničara (vodenice na Dunavu, ribolov, najezda skakavaca, narodna nošnja, kuće i javne građevine u naselju, poljoprivreda i obaveze graničara) su autentični.
- Opis pograničnog grada Zemuna s početka XIX veka i građevina u starom jezgru Zemuna (Ičkova kuća, kafana Beli medved, kuća Miloša Uroševića, zgrada carinarnice, Karamatina kuća i pravoslavne crkve) su autentični.
- Autentičan je opis Zemunskog kontumaca, protoka i kontrole robe koja je stizala iz Osmanskog carstva (naročito pamuka).
- Svi napadi razbojnika na lađe i karavane duž Vojne granice i ubistva trgovaca i imućnih ljudi koji su opisani u knjizi su se zaista desili. Napad hajdučke družine Laze Harambaše na šanac Banovci i ubistvo trgovca Spasojevića se dogodio 26 aprila 1803. godine. što je i poslednje razbojništvo ove družine na teritoriji Srema koje je dokumentovano od strane austrijskih vlasti. Veza između ovih napada i zavere u cilju prekidanja krijumčarenja oružja iz Austrije u Beogradski pašaluk je samo pretpostavka i fikcija autora romana zasnovana na pretpostavkama nekih istoričara (Gavrilović i Popović) da su razbojnici iz Srema tokom bega na tursku teritoriju ispred austrijskih potera uživali zaštitu Kučuk-Alije koja je bila uslovjena podelom plena.
- Petar Ičko je iz Zemuna aktivno radio na rušenju dahijske vlasti u Beogradu i podizanju ustanka u Srbiji. U tome su učestvovali i Turci koji su iz Beograda pobegli u Zemun nakon dolaska dahija na vlast, kao i trgovci u pograničnim mestima duž Vojne granice i viđeniji ljudi iz Beogradskog pašaluka. Ozbiljne pripreme za početak ustanka su već otpočele 1803. godine i već tada počinje obimnije krijumčarenje baruta i kuršuma iz Austrije u Beogradski pašaluk.
- Spisak trgovaca koji šalju pomoć iz Austrije i viđenijih ljudi iz Šumadije i Mačve koji pripremaju ustanak kao i pisma sa podacima o krijumčarenju baruta i olova koja treba da stignu u Zemun kod Petra Ička su jedan od glavnih zapleta priče i predstavljaju fikciju autora romana zasnovanu na osnovu istinite priče o pismu kneza Alekse Nenadovića majoru Mitezeru i spisku šezdesetak viđenijih ljudi iz Begradskog pašaluka koji su bili jemci za plaćanje baruta zemunskom trgovcu Dragutinu Milutinoviću a kojih su se dokopale dahije što je bio jedan od glavnih povoda za Seču knezova.

## Poglavlja u romanu
1. Neobičan zadatak
2. Povratak kući
3. Pod krošnjom belog duda
4. Na Petrovaradinskom drumu
5. Pogranični grad
6. Zemunski trgovci
7. Šanac pored Dunava
8. Pucnji u noći
9. Zemunski kontumac
10. Važna prijateljstva

- Epilog
- Rečnik
- Istorijska napomena

## Nagrade
- Drugo mesto na XIII-om književnom konkursu za najbolje književne prvence PEGAZ  u kategoriji romana[2]

## Spoljašnje veze
- Zvanični sajt Književna omladina Srbije
- Zvanični sajt Delfi
- Zvanični sajt Vulkan